# Eidsvoll
Eidsvoll est une municipalité du comté d'Akershus en Norvège. C’est dans cette commune que fut ratifiée la Constitution de la Norvège de 1814.

## Personnalités
- Hans Langseth (1846-1927), Norvégo-américain qui détenait le record de la plus longue barbe du monde, est né à Eidsvoll.
- Aron Dønnum (1998-), footballeur né à Eidsvoll.